# 清平陳家寨民居
清平陳家寨民居位於四川省武勝縣，文物遺址年代判定為清。2012年7月16日公佈為第八批四川省文物保護單位。
清平陳家寨民居，位於四川省武勝縣清平鎮陳家寨村8組，始建於清中期，續建於清晚期，建築面積2100余平方公尺，有大小房屋100余間，為典型的“走馬轉角樓”式民居建築，系懸山式穿斗梁架結構。該建築坐北朝南，二進六庭院平面佈局，四周石牆圍護。整個建築依山勢築台為基而建，選址合理，門窗、挑枋、垂柱、柱礎等構件雕刻精細。其建築形制和裝飾風格對研究清中後期川東地區的社會發展、民風民俗及建築特色、工藝水平等極具參考價值。第三次全國文物普查新發現
。